# Chad Wolf

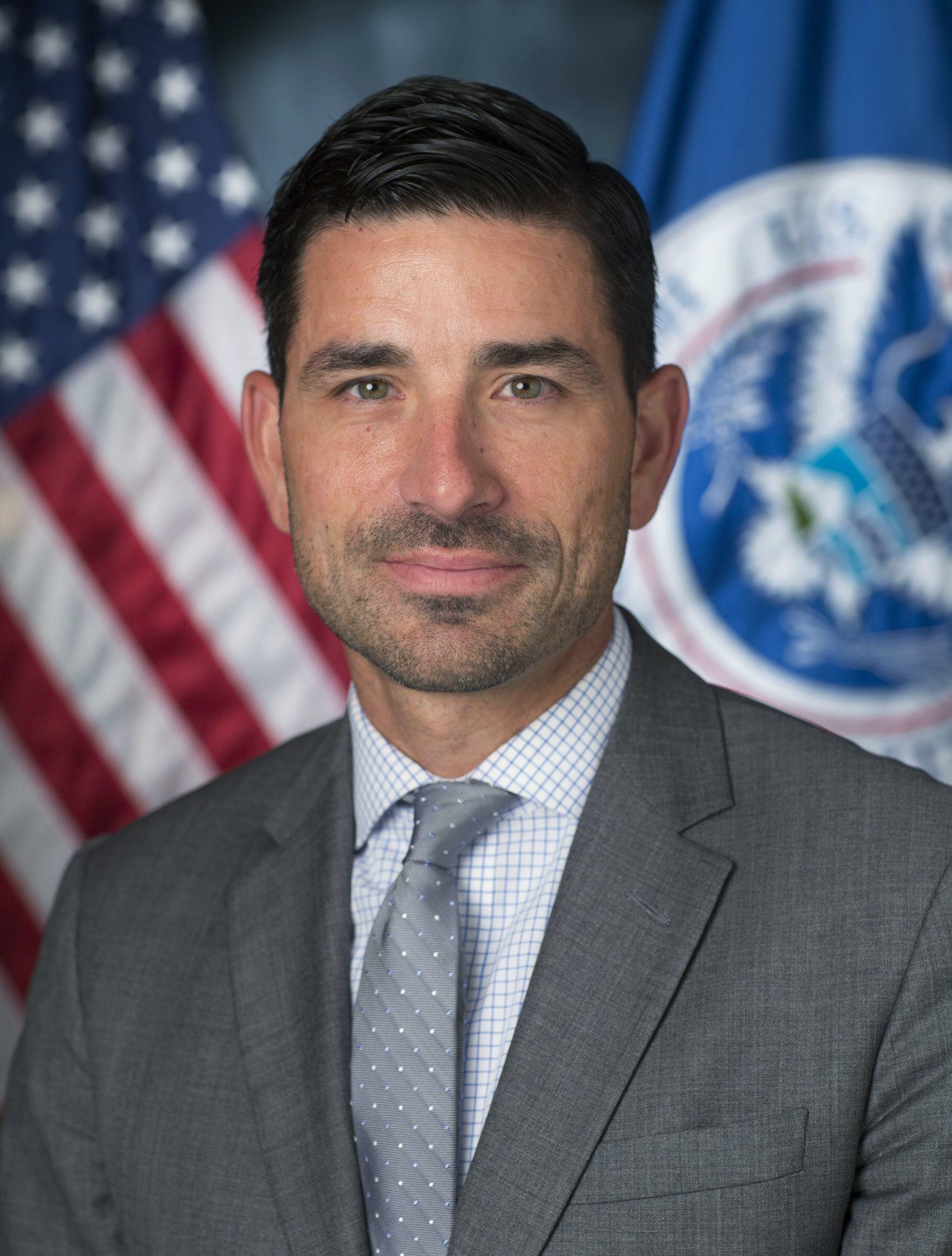
Chad F. Wolf (2017)

Chad Fredrick Wolf (* 1976 in Jackson, Mississippi) ist ein US-amerikanischer Regierungsbeamter. Er war seit dem 13. November 2019 Under Secretary of Homeland Security for Strategy, Policy, and Plans, zuvor hatte er das Amt bereits seit dem 8. Februar 2019 kommissarisch inne. Des Weiteren wurde Wolf am 13. November 2019 zum kommissarischen Minister für Innere Sicherheit im Kabinett Trump ernannt, am 14. November 2020 wurde die Ernennung durch ein Bundesgericht für unrechtmäßig erklärt. Am 7. Januar 2021 zog die Trump-Administration ihre Nominierung Wolfs zur dauerhaften Führung des Ministeriums zurück. Nach dem Willen der Regierung sollte er bis zur Amtseinführung von Joe Biden am 20. Januar 2021 kommissarischer Minister bleiben, trat aber am 11. Januar 2021 zurück.

## Leben
Chad Wolf wuchs in Plano, einem Vorort von Dallas im Bundesstaat Texas auf. Er studierte am Collin College und erlangte seinen Bachelorabschluss in Amerikanischer Geschichte an der Southern Methodist University. Politisch schloss sich Wolf der Republikanischen Partei an. Nach seinem Studium arbeitet Wolf für verschiedene Regierungsbeamte, unter anderem für die Senatoren Phil Gramm, Kay Bailey Hutchison und Chuck Hagel. Zwischen 2002 und 2005 war Wolf am Aufbau der Transportation Security Administration beteiligt. Von Oktober 2005 bis 2016 war er Vizepräsident der Lobbyisten Wexler & Walker. 2013 erhielt Wolf ein Masterzertifikat von der Villanova University.
Im März 2017 kehrte Wolf zur Transportation Security Administration zurück und wurde deren Stabschef. 2018 wurde er dann Stabschef des Department of Homeland Security unter der Ministerin Kirstjen Nielsen. Nielsen legte ihr Amt im April 2019 nieder. Nach dem Rücktritt von Kevin McAleenan, der das Amt des Ministers für Innere Sicherheit seitdem kommissarisch ausgeübt hatte, wurde Wolf zu dessen Nachfolger berufen. Am 13. November 2019 stimmte der Senat der Vereinigten Staaten für eine Beförderung Wolfs, noch am gleichen Tag wurde er vereidigt.
Zwei Tage nach der Vereidigung beauftragten die beiden demokratischen Kongressabgeordneten Bennie Thompson und Carolyn B. Maloney das Government Accountability Office mit einer Überprüfung der Rechtmäßigkeit der Beförderung Wolfs. Nach Nielsens Rücktritt im April 2019 hätte der Director of the Cybersecurity and Infrastructure Security Agency, Christopher C. Krebs, in die Position des Ministers für Innere Sicherheit nachrücken müssen. Am 14. August 2020 veröffentlichte das Government Accountability Office eine Erklärung, nach der die Ernennung McAleenans und somit auch die seiner Nachfolger unrechtmäßig war. Am 14. November 2020 entschied ein Bundesgericht, dass Chad Wolf rechtswidrig als Minister für Innere Sicherheit fungiert. Bereits zuvor hatte ein anderes Gericht die Durchsetzung der von Chad Wolf erlassenen Anweisungen für ungültig erklärt.
Am 7. Januar 2021 zog Donald Trump Wolfs Nominierung für den regulären Ministerposten zurück. Wolf stellte daraufhin seinen Rücktritt in Aussicht. Nach dem Sturm auf das Kapitol in Washington 2021 trat Wolf am 11. Januar 2021 zurück.
Chad Wolf ist verheiratet und hat zwei Söhne.